# Schloss Wenckheim (Békéscsaba)

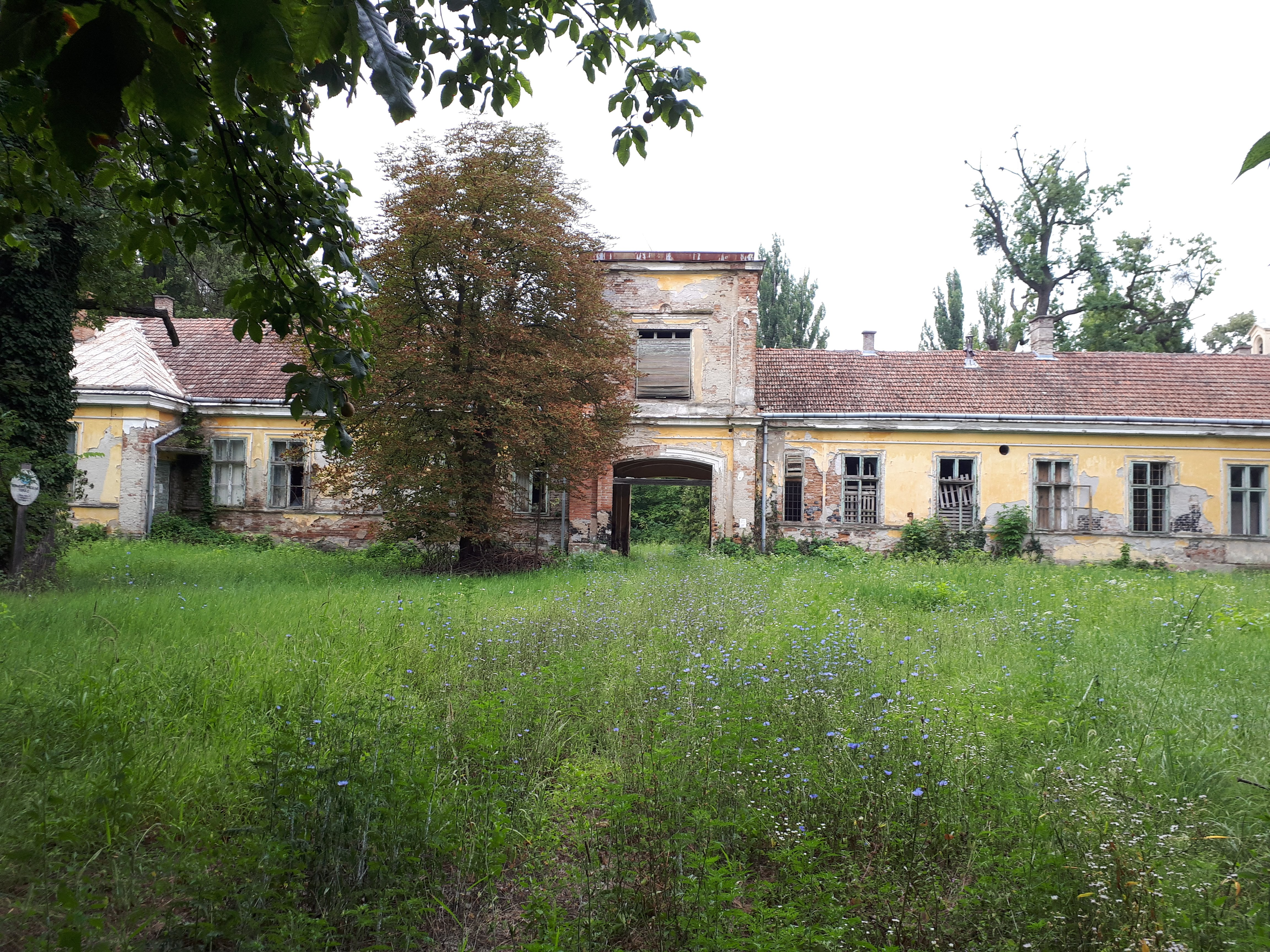
Schloss Wenckheim

Schloss Wenckheim (ungarisch Wenckheim-kastély) befindet sich im Ortsteil Gerla der ungarischen Stadt Békéscsaba, die im Komitat Békés im südöstlichen Teil des Landes liegt. Das Schloss befindet sich acht Kilometer nordöstlich des Stadtzentrums von Békéscsaba.

## Geschichte
Graf Károly Wenckheim (1811–1891) beauftragte den bedeutenden Architekten Miklós Ybl mit dem Bau des Schlosses. Es wurde in den 1860er-Jahren erbaut.
Das Schloss befindet sich derzeit (2015) im desolaten Zustand, da die Eigentümer die Instandhaltungskosten nicht tragen konnten.

## Schlosskapelle
Im westlichen Teil des Schlosses befindet sich die Kapelle Szeplőtelen Fogantatás. Ihre Länge beträgt 13 Meter, ihre Breite 6 Meter und die Höhe des Turmes 15 Meter. Die Kapelle ist in das Schloss eingebaut, mit einem Tympanon über dem Dach und einer Turmuhr im Inneren. Im offenen Turm befindet sich eine Glocke mit einem Durchmesser von 40 Zentimetern. In der Kapelle befinden sich farbige Glasfenster. Anfangs verrichteten Kapuzinermönche die Gottesdienste in dieser Kapelle.

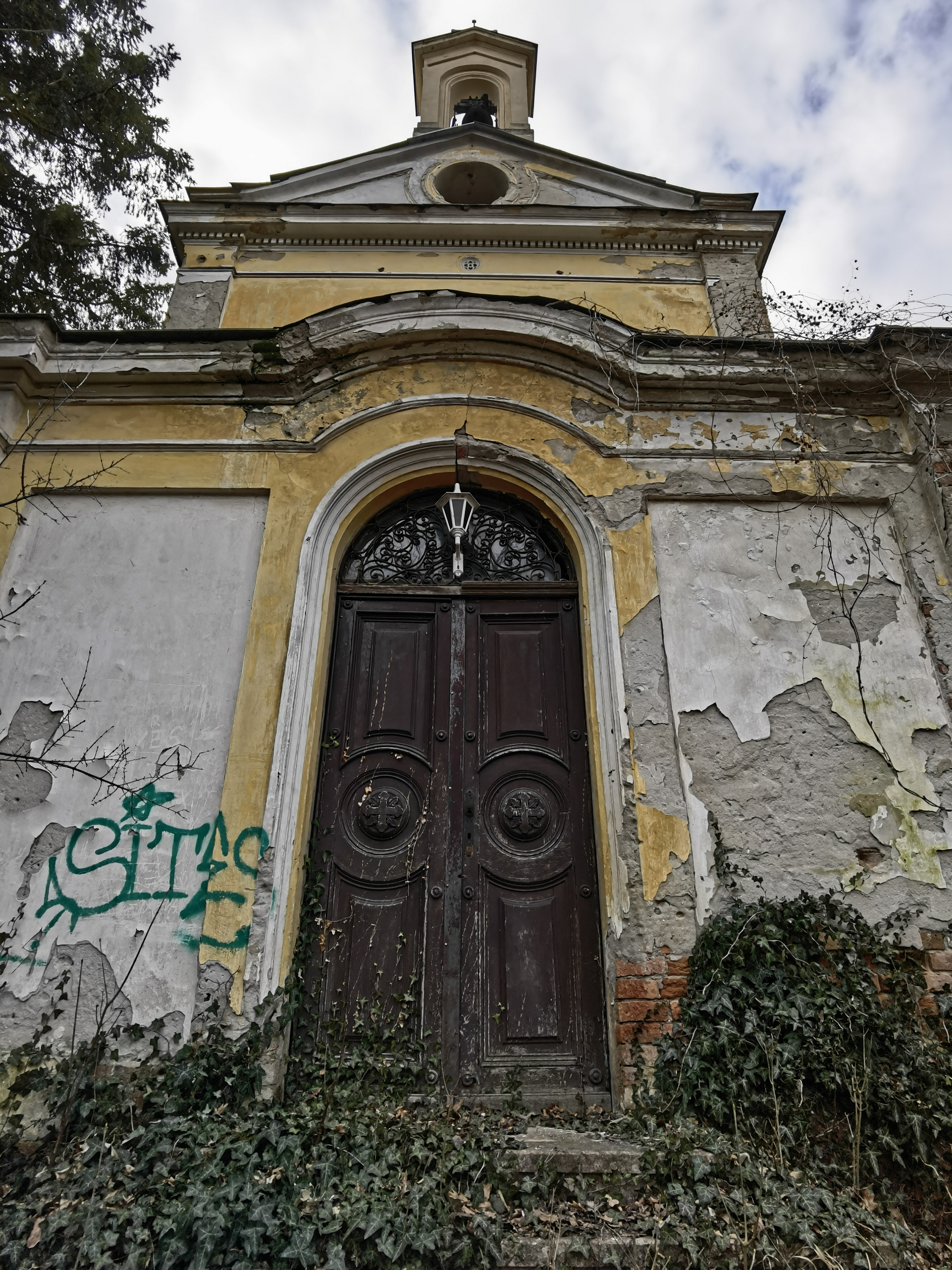
Eingang zur Kapelle Szeplőtelen Fogantatás
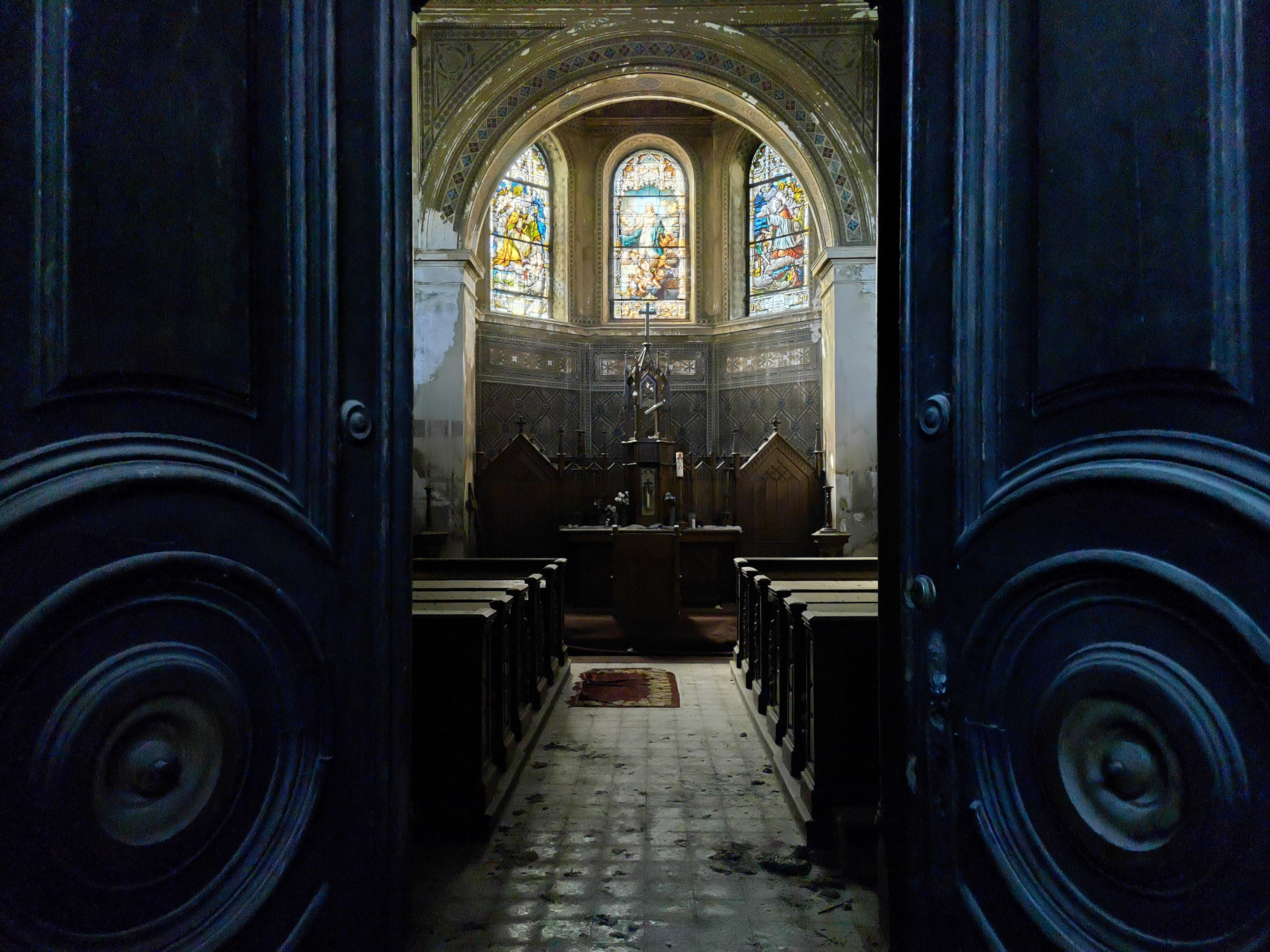
Blick in die Schlosskapelle
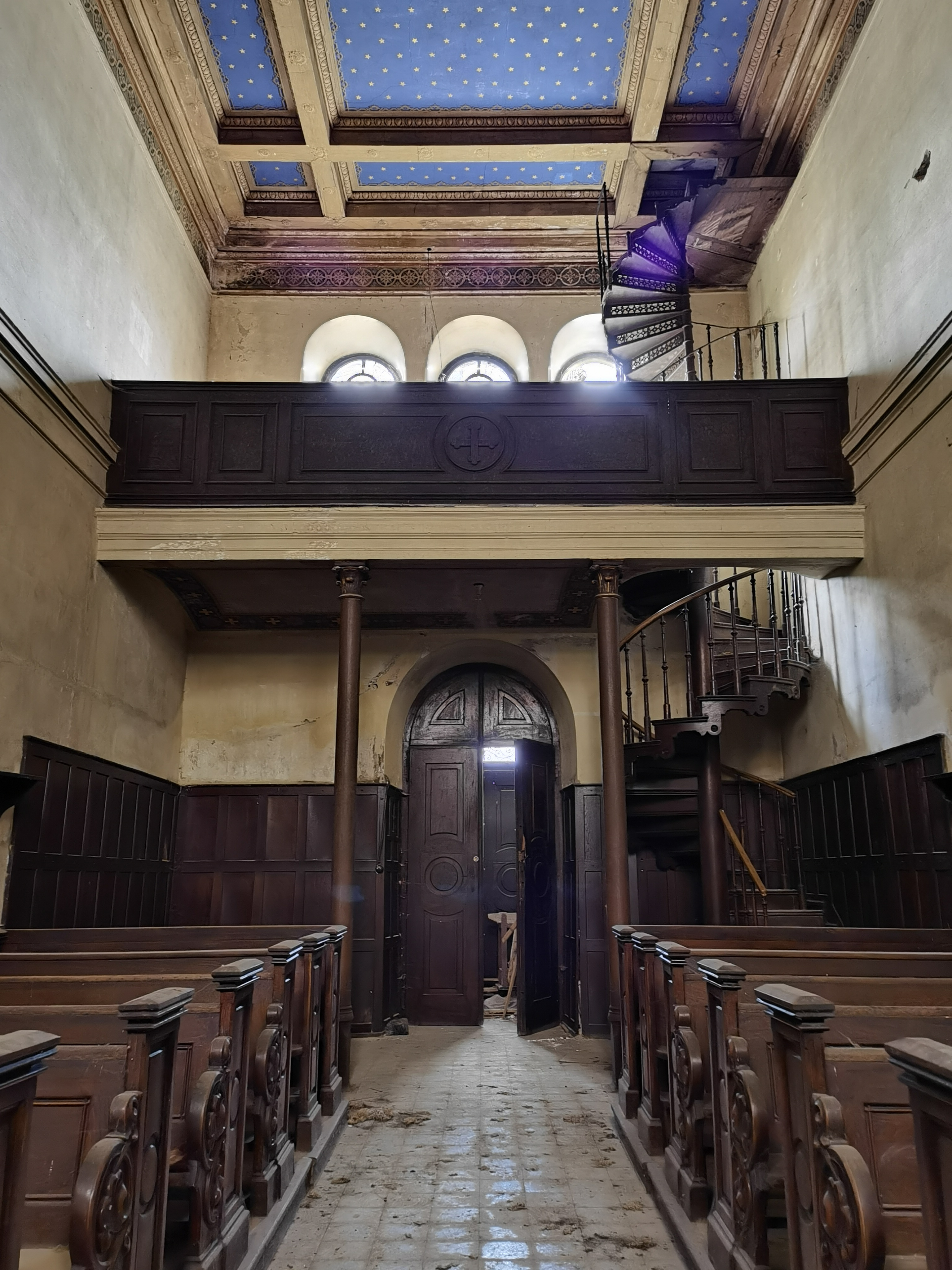
Innenraum der Schlosskapelle, hinten rechts die hölzerne Wendeltreppe zum Chor
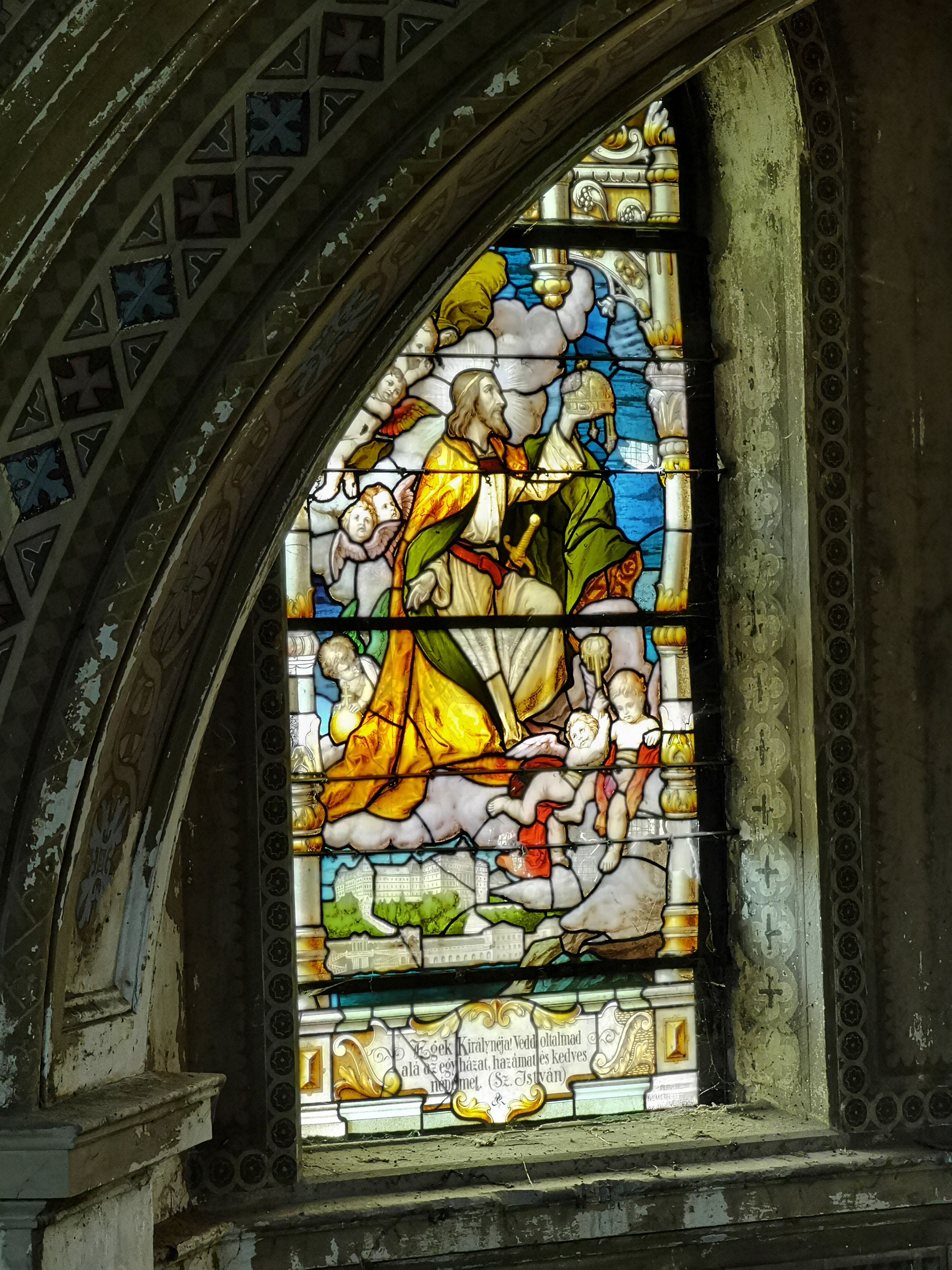
Glasfenster in der Schlosskapelle